# Pfarrkirche St. Konrad (Oberösterreich)

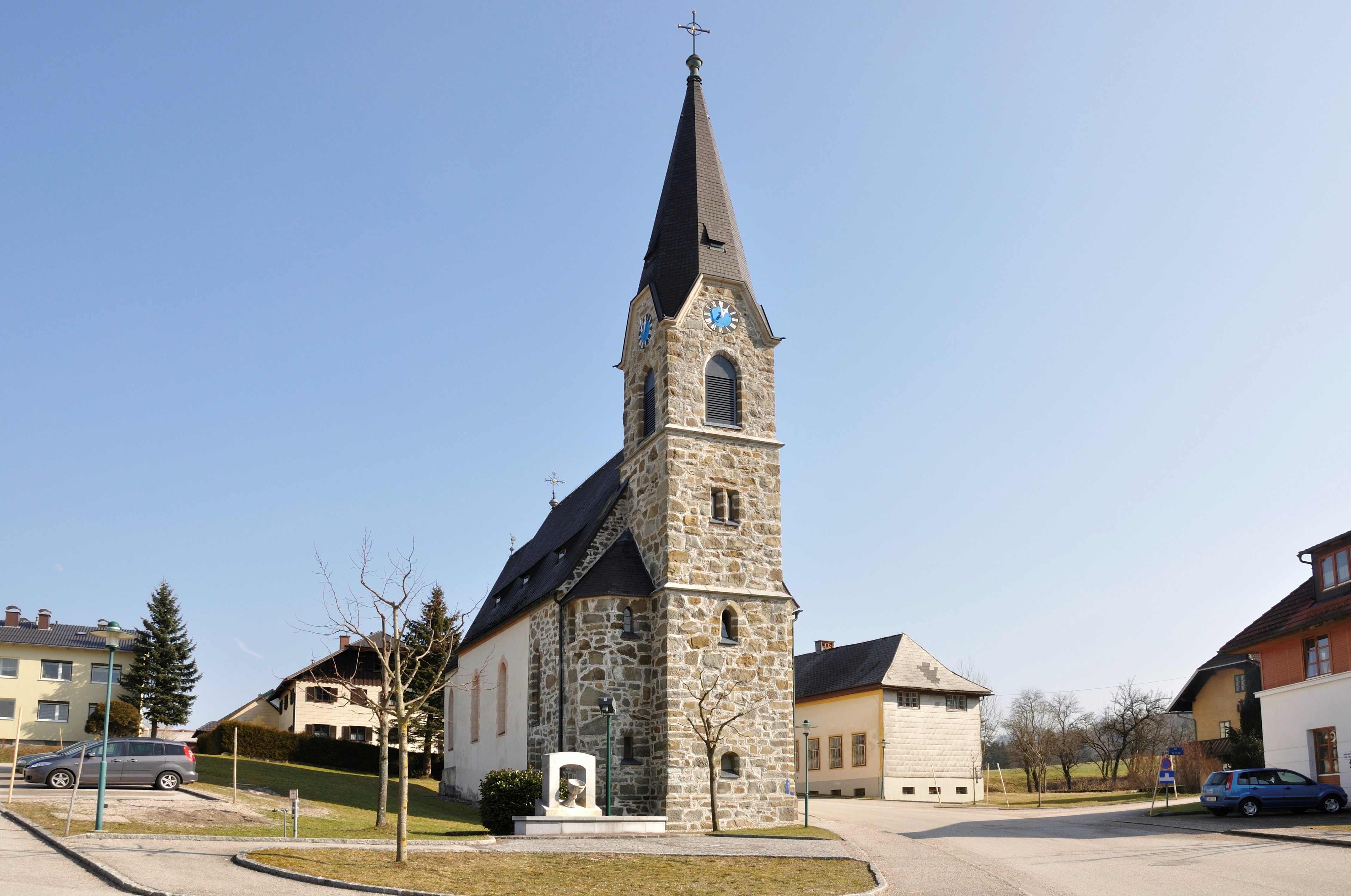
Katholische Pfarrkirche hl. Konrad in St. Konrad

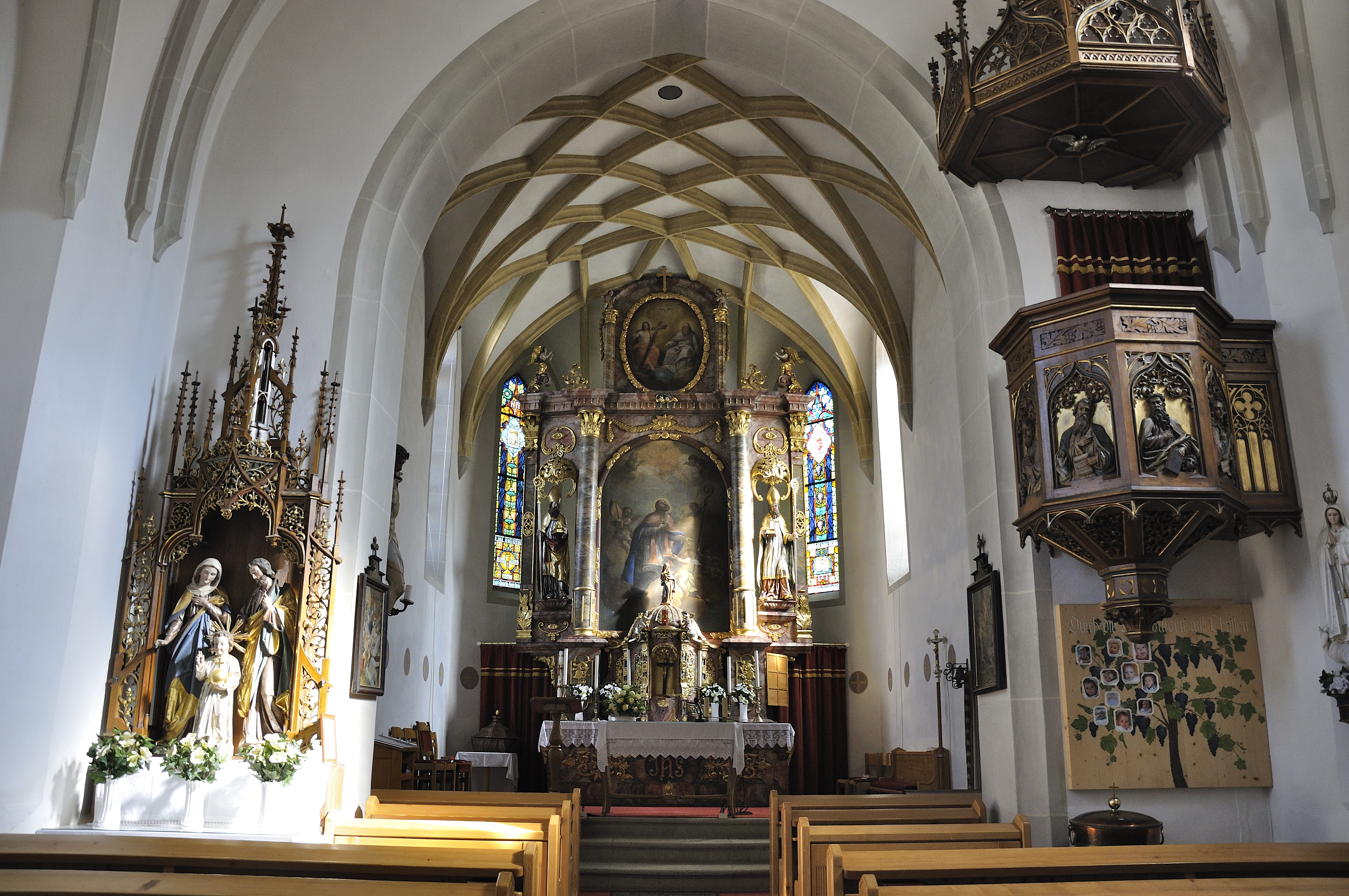
Innenansicht

Die römisch-katholische Pfarrkirche St. Konrad steht in der Gemeinde St. Konrad im Bezirk Gmunden in Oberösterreich. Sie ist dem heiligen Konrad geweiht und gehört zum Dekanat Pettenbach in der Diözese Linz. Das Bauwerk steht unter Denkmalschutz.

## Geschichte
Das heutige Gemeindegebiet von St. Konrad gehörte ursprünglich zu den Sprengeln der Pfarrkirche Kirchham und der Pfarrkirche Viechtwang. Eine Feldkapelle – die erste „Konradikapelle“ – im Ortskern ist bereits im 14. Jahrhundert nachgewiesen. Kurz nach dem Jahr 1500 wurde das heutige Kirchenschiff im Stil der Spätgotik errichtet. Der Baugrund wurde vom für die Seelsorge zuständigen Stift Kremsmünster zur Verfügung gestellt. Der ältere Name des Gebäudes war „Herrigott in der Wies“, der in den 1580er Jahren durch die Bezeichnung „St. Conradt“ verdrängt wurde.
Ab etwa 1500 bis 1752 als Filialkirche von Viechtwang geführt, erfolgte 1752 die Deklaration als Missionsstation. Im Zuge der Reformen von Kaiser Joseph II. wurde die kleine Kirche in St. Konrad zur Pfarrkirche. Die Pfarrerhebung geschah 1783. Der heutige Friedhof wird auf 1856 datiert. Die 1909 begonnene Vergrößerung des Sakralbaus konnte bereits 1910 abgeschlossen werden.

## Kirchenbau
Kirchenäußeres
Das Bauwerk ist eine kleine spätgotische Kirche. Der Westturm mit achteckigem Spitzhelm stammt von der Erweiterung um 1910. Das beschlagene Tor zur Sakristei ist gotisch.
Kircheninneres
Die Kirche hat ein einschiffiges und dreijochiges Langhaus. Darüber ist Netzrippengewölbe. Das westlichste Joch stammt aus der Erweiterung am Anfang des 20. Jahrhunderts. Der dreijochige Chor ist etwas eingezogen und endet im 3/8-Schluss.

## Ausstattung
Der Hochaltar in barocken Formen entstand um 1800. Die übrige Einrichtung ist neugotisch.